# Adolfo Jiménez Castellanos
Adolfo Jiménez-Castellanos y Tapia (Montilla, 1844 – Madrid, 18 de enero de 1929) fue un militar y político español, último gobernador y capitán general de Cuba. 

## Biografía
Nace en la localidad cordobesa de Montilla y, tras cursar estudios en calidad de Cadete en el Colegio de Infantería de Toledo (luego Academia), se le destina en 1865 a Cuba, incorporándose a la guarnición de Puerto Príncipe (actualmente llamado Camagüey).
En 1868, al estallar la guerra de los Diez Años, ostenta ya el grado de capitán y asiste a cuantiosos e importantes hechos de armas en este Departamento Central, el más extenso de los tres en que está militarmente dividida la isla. Contrae matrimonio con una camagüeyana, con la que tiene seis hijos. Terminada esta contienda se suceden las acciones de campaña durante la Protesta de Baraguá y la Guerra Chiquita y, siendo comandante general de este Departamento Central, regresa a la península ibérica en 1882.
Entre 1883 y 1886, de nuevo en Cuba, es secretario de la Subinspección de Infantería y Milicias en el Palacio del Segundo Cabo, en La Habana, regresando de nuevo a la península ibérica.
Queda viudo con sus seis hijos y pasa nueve años al cargo de la Sección de Campaña del Ministerio de la Guerra, en Madrid, hasta 1895 en que, comenzada en la isla la guerra de independencia cubana, el capitán general, Arsenio Martínez Campos, le requiere a sus inmediatas órdenes por su calidad de estratega, el gran conocimiento que tiene de la isla y la veteranía y experiencia que acumula en las guerras mambisas y sus famosas campañas circulares.
Retoma el mando de la Comandancia de Puerto Príncipe y asiste a numerosas e importantes operaciones de campaña por todo el territorio bajo su mando, hasta abril de 1898 en que toma el mando de la División de la Trocha. Con la intervención americana en el conflicto, se suceden las batallas terrestres en Santiago, el hundimiento de la escuadra de Cervera en esta bahía y la rendición española. Se ocupa de la repatriación de las tropas en la Trocha hasta noviembre en que se hace cargo de la Capitanía General, en La Habana.
Como presidente de la Comisión de Evacuación, atiende la repatriación de los 87 000 soldados que aún permanecen en la isla, velando personalmente por su buena asistencia, acomodo y alimentación, así como de la evolución de los hospitalizados. Liquida lo posible, paga cuanto puede y su prioridad es el soldado. Es el presidente español de la Comisión de Evacuación y frena las prisas americanas por hacerse con el Gobierno, pues quiere dejar resuelto lo más posible y que las tropas no embarquen hacinadas.
El 1.º de enero de 1899 le cabe la misión —«á nombre de su Rey»— de hacer la entrega oficial de Cuba a los estadounidenses como último representante de España:

Señor, en cumplimiento del Tratado de París, de lo acordado por las Comisiones militares de la Isla y las órdenes de mi Rey, en este momento del mediodía de hoy, 1.º de enero de 1899, cesa de existir en Cuba la Soberanía española y comienza la de los Estados Unidos...
(Fragmento de su alocución)

Se embarca en el vapor Rabat y se traslada a Matanzas y Cienfuegos para ultimar las repatriaciones y el 6 de febrero, en el vapor Cataluña, regresa definitivamente a España con el último contingente de tropas.
Es el teniente general más joven del Ejército español y ostenta, sucesivamente, el mando de las Capitanías de Castilla la Nueva y Extremadura, Castilla la Nueva, Galicia, Castilla la Vieja y Valencia, hasta 1910 en que es nombrado consejero del Consejo Supremo de Guerra y Marina.
En 1916 pasa a la 1.ª reserva. Muere en Madrid el 18 de enero de 1929, a punto de cumplir los ochenta y cinco años.